# (2698) Azerbajdzhan
(2698) Azerbajdzhan (1971 TZ) – planetoida z grupy pasa głównego asteroid okrążająca Słońce w ciągu 4,35 lat w średniej odległości 2,66 j.a. Odkryta 11 października 1971 roku.